# 突吻麥鱈鱸
突吻麥鱈鱸為輻鰭魚綱鱸形目鱸亞目真鱸科的一種，為亞熱帶淡水魚，被IUCN列為瀕危保育類動物，分布於澳洲新南威爾斯墨累-達令流域，體長可達85公分，棲息在水流湍急、礫石底質有沉木的溪流底中層水域，以甲殼類及小魚等為食，繁殖期在春季及初夏，生活習性不明，可做為遊釣魚及觀賞魚。

## 擴展閱讀
維基物種上的相關：突吻麥鱈鱸
1. ↑  Koehn, J., Lintermans, M., Lieschke, J. & Gilligan, D. . The IUCN Red List of Threatened Species (IUCN). 2019, 2019: e.T12574A123378211.